# بيرت ستيفنز (لاعب كريكت)
بيرت ستيفنز (9 أبريل 1886 - 9 مارس 1943) (بالإنجليزية: Bertie Stevens)‏ هو لاعب كريكت بريطاني (وحمل سابقاً جنسية المملكة المتحدة لبريطانيا العظمى وأيرلندا). شارك مع منتخب إنجلترا للكريكت.

## وصلات خارجية
- بيرت ستيفنز على موقع إي آس بي آن كريك إنفو (الإنجليزية)